# 沙南基
37°31′30″N 126°57′25″E / 37.5249626°N 126.956892°E

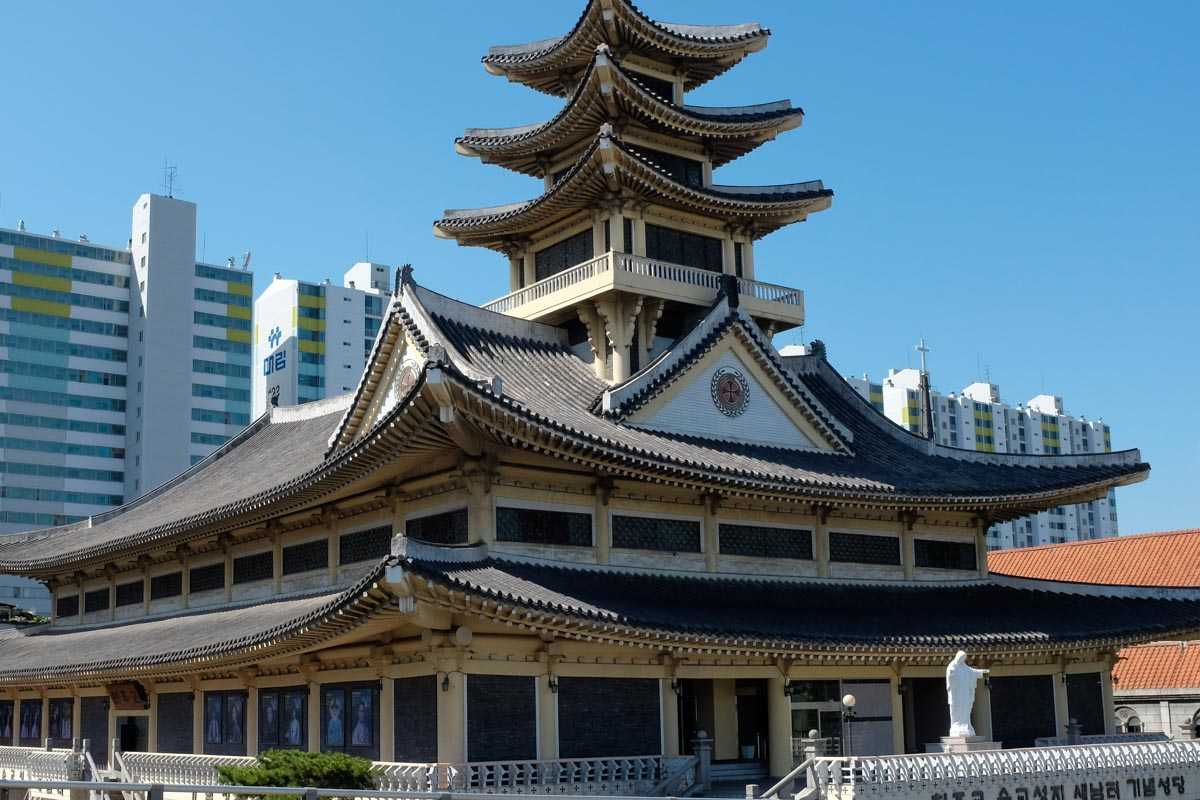

沙南基（새남터）位于韩国首尔的汉江北岸。在朝鲜王朝期间，这里是城墙外的一片沙土地。 用来处罚政治犯，天主教的韩国殉道圣人，包括罗马天主教教友、神父和宣教士。1987年在原址建立了纪念教堂。

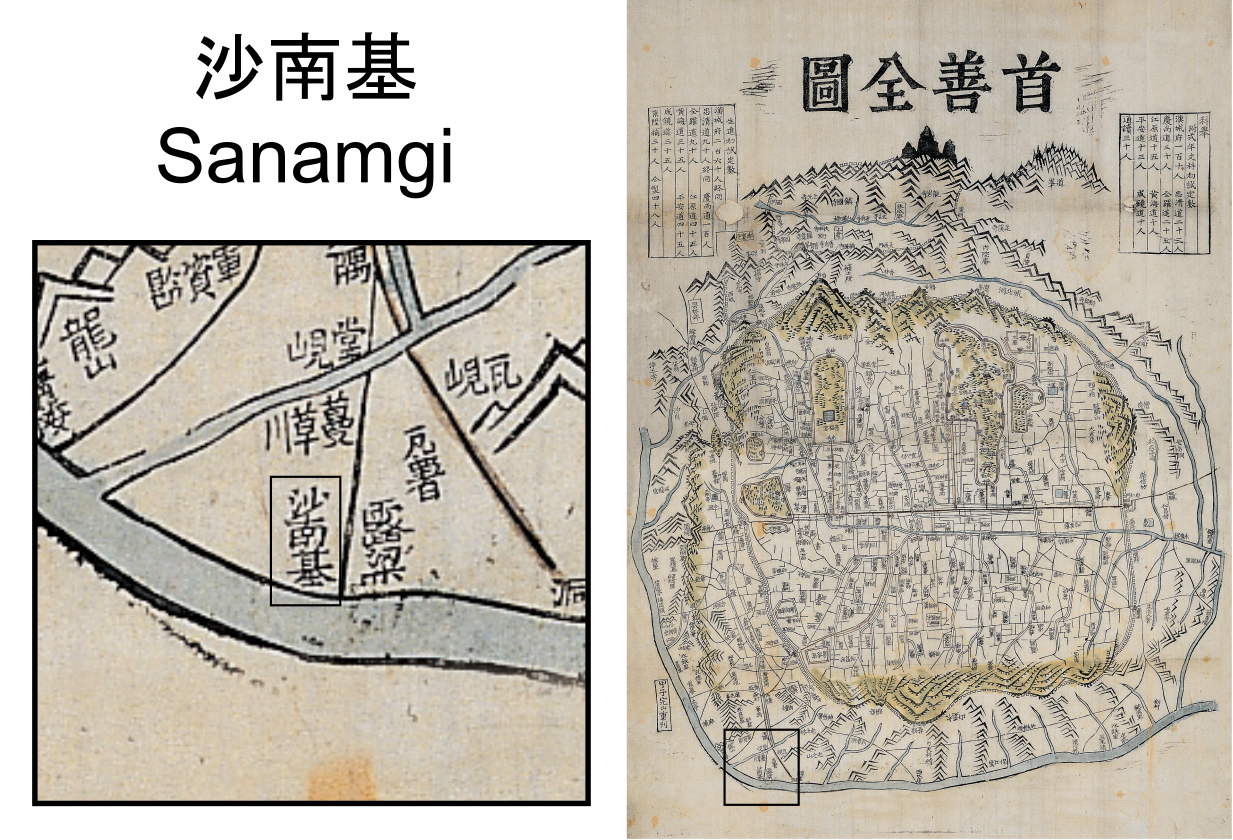

## 地理
该地点原是一片沙地和湿地，在汉阳（今首尔）城墙之南，与汉江之间的。现在它在汉江北岸的龙山区内。

## 历史
沙南基从朝鲜王朝早期就开始用于军事训练，并作为对因政治罪行被定罪的人的行刑场所。1456年，许多王室官员因谋划推翻朝鮮世祖，将其被废的侄子朝鮮端宗恢复王位而被处死。其中最著名的称为死六臣，在沙南基被处决。六人后来成为忠诚的典范。
沙南基最著名的，是19世纪的四次反天主教迫害期间，处死罗马天主教徒的地方。四次迫害发生在1801、1839、1846和1866年。死者包括韩国、法国和中国的神父、传教士和教友。11名神父在沙南基被处决，而教友则更多地在昭义门外的十字路口和其他地点处决。

### 辛酉迫害
中国神父周文谟是1794年从北京派来的，为大约4,000名朝鲜天主教徒服务，他们没有神父。 1794年12月，周文谟化装成朝鲜人，通过義州郡秘密进入朝鲜，于1795年到达汉城。1801年辛酉迫害期间，眾多朝鮮天主教徒遭受酷刑、处决，迫使他们说出周神父的下落。周文谟离开汉城，逃回中国，但又返回，自愿去義禁府投案自首。 周文谟在5月31日在沙南基被斩首。

### 己亥迫害
在1839年己亥迫害期间，1839年9月21日，巴黎外方传教会的三位法国主教、神父于1839年9月21日在沙南基被斩首。他们分别是主教范世亨（Laurent-Marie-Joseph Imbert）、鄭牙各伯（Jacques-Honoré Chastan）和羅伯多祿（Pierre-Philibert Maubant）。

### 丙午教难
在1846年丙午教难期间，第一位韩国天主教神父金大建，和玄錫文（현석문），他记录了朝鲜王朝时期天主教的历史，在沙南基被处决。金神父于9月16日被处决，玄錫文于9月19日被处决。

### 丙寅教难
1866年，六位法国天主教主教神父和两位韩国天主教教友在沙南基殉难，六位法国天主教主教神父是张敬一主教（Siméon-Fran?ois Berneux）、朱斯特·德·布勒泰尼耶神父（Just de Bretenières）、徐沒禮神父（Bernard-Louis Beaulieu）、皮埃尔-亨利·多里神父（Pierre-Henri Dorie）、Charles-Antoine Pourthié, 和 Marie-Alexandre Petitnicolas, 两位韩国天主教教友是禹世英和丁義培。

## 天主教朝圣地
1950年，韩国天主教会将沙南基命名为殉道者朝圣地。1956年，树立了天主教殉道烈士纪念碑。1981年，天主教首尔总教区从汉江堂区分出沙南基堂区。1984年开始建造新教堂，采用韩国传统建筑风格,以纪念天主教入韩200周年。1987年建成祝圣。 2006年9月3日，首尔总教区沙南基殉道者朝聖地在教堂内开放，包括历史展品和九位韩国殉道圣人的圣髑.。
1984年，教宗若望保禄二世在沙南基教堂举行仪式，将103位韩国殉道圣人封为圣人。这些仅限于1839年、1846年和1866年遭受迫害的受害者，可以找到有关文件。